# Корхольц, Лорел
Лорел Корхольц (англ. Laurel Korholz; род. 10 июня 1970, Нью-Йорк, Нью-Йорк) — американская гребчиха, выступавшая за сборную США по академической гребле в период 1994—2004 годов. Серебряная призёрка летних Олимпийских игр в Афинах, чемпионка мира, победительница многих регат национального и международного значения.

## Биография
Лорел Корхольц родилась 10 июня 1970 года в Нью-Йорке, США. Заниматься академической греблей начала в 1990 году — состояла в гребной команде во время обучения в Калифорнийском университете в Беркли, затем проходила подготовку в Гребном тренировочном центре Соединённых Штатов в Принстоне.
Первого серьёзного успеха на взрослом международном уровне добилась в сезоне 1994 года, когда вошла в основной состав американской национальной сборной и побывала на чемпионате мира в Индианаполисе, откуда привезла награду серебряного достоинства, выигранную в распашных рулевых восьмёрках — в решающем финальном заезде уступила только экипажу из Германии. Также в этом сезоне в той же дисциплине взяла бронзу на Играх доброй воли в Санкт-Петербурге.
В 1995 году в восьмёрках одержала победу на чемпионате мира в Тампере.
Благодаря череде удачных выступлений удостоилась права защищать честь страны на домашних летних Олимпийских играх 1996 года в Атланте, однако попасть здесь в число призёров не смогла — финишировала в финале восьмёрок четвёртой.
После неудачи на Олимпиаде решила перейти в парные лодки, на чемпионате мира в Эгбелете квалифицировалась в парных четвёрках в утешительный финал B, тогда как на мировом первенстве 1998 года в Кёльне заняла четвёртое место в парных двойках.
В 1999 году на чемпионате мира в Сент-Катаринсе была четвёртой в парных четвёрках, в той же дисциплине выиграла бронзовую медаль на этапе Кубка мира в Люцерне.
Находясь в числе лидеров гребной команды США, Корхольц благополучно прошла отбор на Олимпийские игры 2000 года в Сиднее — на сей раз стартовала в программе парных четвёрок, показав в главном финале пятый результат.
По окончании сиднейской Олимпиады Лорел Корхольц приняла решение остаться в составе американской национальной сборной на ещё один олимпийский цикл и продолжила принимать участие в крупнейших международных регатах. Так, в 2002 году в парных двойках она выступила на этапе Кубка мира в Люцерне и на чемпионате мира в Севилье, однако в число призёров на этих соревнованиях не попала.
В 2003 году в парных четвёрках отметилась победой на этапе Кубка мира в Мюнхене, в то время как на мировом первенстве в Милане расположилась в итоговом протоколе на шестой строке.
Вернувшись в 2004 году в распашные дисциплины, победила в восьмёрках на этапе Кубка мира в Люцерне и затем отправилась представлять страну на Олимпийских играх в Афинах. В составе восьмёрки, где присутствовали гребчихи Кейт Джонсон, Саманта Мэги, Меган Диркмат, Элисон Кокс, Анна Микельсон, Кэрин Дэвис, Лианн Нельсон и рулевая Мэри Уиппл, показала в финале второй результат, отстав почти на две секунды от победившей команды Румынии, и таким образом стала серебряной олимпийской призёркой.
Завершив спортивную карьеру, проявила себя как тренер, в частности занималась подготовкой американской женской парной двойки к Олимпийским играм 2008 года в Пекине.